# Списак споменика културе у Златиборском округу
Следи списак споменика културе у Златиборском округу.
| ИД      | Слика                                                           | Назив                                                           | Адреса                      | Координате                                     | Место                   | Градска општина | Општина      | Надлежни завод |
| ------- | --------------------------------------------------------------- | --------------------------------------------------------------- | --------------------------- | ---------------------------------------------- | ----------------------- | --------------- | ------------ | -------------- |
| СК 161  | Манастир Милешева                                               | Манастир Милешева                                               |                             | 43.371708°N 19.709276°E / 43.371708, 19.709276 | Милешево (Пријепоље)    |                 | Пријепоље    | КРАЉЕВО        |
| СК 162  | Црква Светог Ахилија у Ариљу                                    | Црква Светог Ахилија у Ариљу                                    |                             | 43.753691°N 20.096308°E / 43.753691, 20.096308 | Ариље                   |                 | Ариље        | КРАЉЕВО        |
| СК 163  | Средњовековни град Ковин (Јеринин град)                         | Средњовековни град Ковин (Јеринин град)                         |                             | 43.456611°N 19.626922°E / 43.456611, 19.626922 | Џурово                  |                 | Пријепоље    | КРАЉЕВО        |
| СК 164  | Средњовековни град Милешевац (Хисарџик)                         | Средњовековни град Милешевац (Хисарџик)                         | изнад манастира Милешева    | 43.373143°N 19.715431°E / 43.373143, 19.715431 |                         |                 | Пријепоље    | КРАЉЕВО        |
| СК 167  | Манастир Бања                                                   | Манастир Бања                                                   |                             | 43.547646°N 19.559995°E / 43.547646, 19.559995 | Бања (Прибој)           |                 | Прибој       | КРАЉЕВО        |
| СК 186  | Бела црква Каранска                                             | Бела црква Каранска                                             |                             | 43.916567°N 19.910739°E / 43.916567, 19.910739 | Каран                   |                 | Ужице        | КРАЉЕВО        |
| СК 189  | Мост на Увцу                                                    | Мост на Увцу                                                    |                             | 43.288077°N 19.981812°E / 43.288077, 19.981812 | Жвале                   |                 | Сјеница      | КРАЉЕВО        |
| СК 190  | Вила Александра Павловића                                       | Вила Александра Павловића                                       |                             | 43.728282°N 19.703912°E / 43.728282, 19.703912 | Палисад                 |                 | Чајетина     | КРАЉЕВО        |
| СК 191  | Историјске зграде у Ужицу                                       | Историјске зграде у Ужицу                                       |                             | 43.854212°N 19.846264°E / 43.854212, 19.846264 | Ужице                   |                 | Ужице        | КРАЉЕВО        |
| СК 192  | Кућа народног хероја Стевана Чоловића                           | Кућа народног хероја Стевана Чоловића                           |                             | 43.728065°N 20.04442°E / 43.728065, 20.04442   | Радобуђа                |                 | Ариље        | КРАЉЕВО        |
| СК 193  | Кућа народног хероја Милорада Бонџулића                         | Кућа народног хероја Милорада Бонџулића                         |                             | 43.89715°N 19.998372°E / 43.89715, 19.998372   | Отањ                    |                 | Пожега       | КРАЉЕВО        |
| СК 194  | Кућа народног хероја Владимира Радовановића                     | Кућа народног хероја Владимира Радовановића                     |                             | 43.80652°N 20.040819°E / 43.80652, 20.040819   | Годовик                 |                 | Пожега       | КРАЉЕВО        |
| СК 195  | Кућа народног хероја Петра Лековића                             | Кућа народног хероја Петра Лековића                             |                             | 43.787857°N 20.017555°E / 43.787857, 20.017555 | Речице                  |                 | Пожега       | КРАЉЕВО        |
| СК 199  | Црква брвнара у Сечој Реци                                      | Црква брвнара у Сечој Реци                                      |                             | 44.010567°N 19.83611°E / 44.010567, 19.83611   | Сеча Река               |                 | Косјерић     | КРАЉЕВО        |
| СК 200  | Црква брвнара у Кућанима                                        | Црква брвнара у Кућанима                                        | заселак Пета                | 43.546371°N 19.856108°E / 43.546371, 19.856108 | Кућани (Нова Варош)     |                 | Нова Варош   | КРАЉЕВО        |
| СК 201  | Црква брвнара са старим гробљем и собрашицама у Доњој Јабланици | Црква брвнара са старим гробљем и собрашицама у Доњој Јабланици |                             | 43.663991°N 19.573982°E / 43.663991, 19.573982 | Доња Јабланица          |                 | Чајетина     | КРАЉЕВО        |
| СК 202  | Црква брвнара у Доброселици                                     | Црква брвнара у Доброселици                                     |                             | 43.837715°N 20.967232°E / 43.837715, 20.967232 | Доброселица (Чајетина)  |                 | Чајетина     | КРАЉЕВО        |
| СК 367  | Средњовековни град Ужице                                        | Средњовековни град Ужице                                        | Градска бб                  | 43.852084°N 19.828615°E / 43.852084, 19.828615 | Ужице                   |                 | Ужице        | КРАЉЕВО        |
| СК 373  | Црква Св. Марка у Ужицу                                         | Црква Св. Марка у Ужицу                                         | Немањина                    | 43.858134°N 19.847659°E / 43.858134, 19.847659 | Ужице                   |                 | Ужице        | КРАЉЕВО        |
| СК 374  | Црква Светог Николе у Брекову                                   | Црква Светог Николе у Брекову                                   |                             | 43.640516°N 20.017668°E / 43.640516, 20.017668 | Бреково                 |                 | Ариље        | КРАЉЕВО        |
| СК 375  | Манастир Давидовица                                             | Манастир Давидовица                                             |                             | 43.23988°N 19.736722°E / 43.23988, 19.736722   | Бродарево               |                 | Пријепоље    | КРАЉЕВО        |
| СК 376  | Црква Св. Ђорђа у Ужицу                                         | Црква Св. Ђорђа у Ужицу                                         | Трг Светог Саве 8           | 43.855999°N 19.844472°E / 43.855999, 19.844472 | Ужице                   |                 | Ужице        | КРАЉЕВО        |
| СК 377  | Манастир Рача                                                   | Манастир Рача                                                   |                             | 43.930879°N 19.541027°E / 43.930879, 19.541027 | Рача (Бајина Башта)     |                 | Бајина Башта | КРАЉЕВО        |
| СК 405  | Богородичина црква у Прилипцу                                   | Богородичина црква у Прилипцу                                   |                             | 43.819418°N 20.120577°E / 43.819418, 20.120577 | Прилипац                |                 | Пожега       | КРАЉЕВО        |
| СК 406  | Црква Светог Ђорђа у Годовику                                   | Црква Светог Ђорђа у Годовику                                   |                             | 43.779863°N 20.054404°E / 43.779863, 20.054404 | Годовик                 |                 | Пожега       | КРАЉЕВО        |
| СК 407  | Црква Светих Петра и Павла у Горњој Добрињи                     | Црква Светих Петра и Павла у Горњој Добрињи                     |                             | 43.959735°N 20.079628°E / 43.959735, 20.079628 | Горња Добриња           |                 | Пожега       | КРАЉЕВО        |
| СК 409  | Стара хидроцентрала на Ђетини                                   | Стара хидроцентрала на Ђетини                                   | подно Старог Града          | 43.851264°N 19.829194°E / 43.851264, 19.829194 | Ужице                   |                 | Ужице        | КРАЉЕВО        |
| СК 412  | Црква Св. Тројице у Новој Вароши                                | Црква Св. Тројице у Новој Вароши                                |                             | 43.459266°N 19.806374°E / 43.459266, 19.806374 | Нова Варош              |                 | Нова Варош   | КРАЉЕВО        |
| СК 479  | Пошаљи фотографију                                              | Станића кућа                                                    | Хероја Јерковића 14         | 43.853198°N 19.852186°E / 43.853198, 19.852186 | Ужице                   |                 | Ужице        | КРАЉЕВО        |
| СК 480  | Стари хан                                                       | Стари хан                                                       | Карађорђева 7               | 43.995871°N 19.906722°E / 43.995871, 19.906722 | Косјерић                |                 | Косјерић     | КРАЉЕВО        |
| СК 481  | Пошаљи фотографију                                              | Кућа народног хероја Миодрага Миловановића                      |                             | 43.881934°N 19.937908°E / 43.881934, 19.937908 | Добродо                 |                 | Ужице        | КРАЉЕВО        |
| СК 483  | Родна кућа Димитрија Туцовића                                   | Родна кућа Димитрија Туцовића                                   |                             | 43.653481°N 19.820482°E / 43.653481, 19.820482 | Гостиље                 |                 | Чајетина     | КРАЉЕВО        |
| СК 487  | Пошаљи фотографију                                              | Кућа народног хероја Јездимира Ловића                           |                             | 43.325178°N 19.961594°E / 43.325178, 19.961594 | Доње Лопиже             |                 | Сјеница      | КРАЉЕВО        |
| СК 492  | Црква брвнара у Радијевићима                                    | Црква брвнара у Радијевићима                                    |                             | 43.397829°N 19.87594°E / 43.397829, 19.87594   | Радијевићи (Нова Варош) |                 | Нова Варош   | КРАЉЕВО        |
| СК 493  | Партизанска болница у Пријепољу                                 | Партизанска болница у Пријепољу                                 |                             | 43.382548°N 19.637179°E / 43.382548, 19.637179 | Пријепоље               |                 | Пријепоље    | КРАЉЕВО        |
| СК 495  | Црква Светог Аранђела у Поблаћу                                 | Црква Светог Аранђела у Поблаћу                                 |                             |                                                | Поблаће                 |                 | Прибој       | КРАЉЕВО        |
| СК 496  | Пошаљи фотографију                                              | Манастир Мили                                                   |                             | 43.241952°N 19.725645°E / 43.241952, 19.725645 | Гробнице                |                 | Пријепоље    | КРАЉЕВО        |
| СК 498  | Манастир Клисура                                                | Манастир Клисура                                                |                             | 43.673009°N 20.100814°E / 43.673009, 20.100814 | Добраче                 |                 | Ариље        | КРАЉЕВО        |
| СК 499  | Црква брвнара у Севојну                                         | Црква брвнара у Севојну                                         |                             | 43.853796°N 19.89874°E / 43.853796, 19.89874   | Севојно                 |                 | Ужице        | КРАЉЕВО        |
| СК 504  | Манастир Куманица                                               | Манастир Куманица                                               |                             | 43.155763°N 19.781558°E / 43.155763, 19.781558 | Врбница (Сјеница)       |                 | Сјеница      | КРАЉЕВО        |
| СК 505  | Црква Богородичиног покрова у Херцеговачким Голешима            | Црква Богородичиног покрова у Херцеговачким Голешима            |                             |                                                | Херцеговачка Голеша     |                 | Прибој       | КРАЉЕВО        |
| СК 507  | Манастир Дубница                                                | Манастир Дубница                                                |                             | 43.441048°N 19.958375°E / 43.441048, 19.958375 | Божетићи                |                 | Нова Варош   | КРАЉЕВО        |
| СК 514  | Пошаљи фотографију                                              | Кућа Милоша Дивца                                               |                             | 43.441811°N 19.67636°E / 43.441811, 19.67636   | Дренова                 |                 | Пријепоље    | КРАЉЕВО        |
| СК 515  | Мољковића хан                                                   | Мољковића хан                                                   |                             | 43.842652°N 19.585487°E / 43.842652, 19.585487 | Кремна (Ужице)          |                 | Ужице        | КРАЉЕВО        |
| СК 518  | Пошаљи фотографију                                              | Кућа народног хероја Момира Пуцаревића                          |                             | 43.418297°N 19.842528°E / 43.418297, 19.842528 | Дрмановићи              |                 | Нова Варош   | КРАЉЕВО        |
| СК 519  | Пошаљи фотографију                                              | Кућа Томислава Бошковића                                        |                             | 43.512612°N 19.750751°E / 43.512612, 19.750751 | Радоиња                 |                 | Нова Варош   | КРАЉЕВО        |
| СК 521  | Кућа народног хероја Петра Лековића                             | Кућа народног хероја Петра Лековића                             |                             | 43.745057°N 20.013393°E / 43.745057, 20.013393 | Сврачково               |                 | Пожега       | КРАЉЕВО        |
| СК 523  | Старо село (етно-село)                                          | Старо село (етно-село)                                          |                             | 43.686242°N 19.879674°E / 43.686242, 19.879674 | Сирогојно               |                 | Чајетина     | КРАЉЕВО        |
| СК 525  | Црква брвнара у Дубу                                            | Црква брвнара у Дубу                                            |                             | 43.953668°N 19.667477°E / 43.953668, 19.667477 | Дуб (Бајина Башта)      |                 | Бајина Башта | КРАЉЕВО        |
| СК 526  | Црква Вазнесења Христовог у Рогачици                            | Црква Вазнесења Христовог у Рогачици                            |                             | 44.036586°N 19.633994°E / 44.036586, 19.633994 | Рогачица                |                 | Бајина Башта | КРАЉЕВО        |
| СК 527  | Црква архистратига Гаврила у Стапарима                          | Црква архистратига Гаврила у Стапарима                          |                             | 43.846111°N 19.762379°E / 43.846111, 19.762379 | Стапари                 |                 | Ужице        | КРАЉЕВО        |
| СК 533  | Кућа народног хероја Саве Јовановића Сирогојна                  | Кућа народног хероја Саве Јовановића Сирогојна                  |                             | 43.691211°N 19.847678°E / 43.691211, 19.847678 | Трнава (Чајетина)       |                 | Чајетина     | КРАЉЕВО        |
| СК 536  | Црква Св. Арханђела у Буковику                                  | Црква Св. Арханђела у Буковику                                  |                             | 43.414868°N 19.979913°E / 43.414868, 19.979913 | Буковик (Нова Варош)    |                 | Нова Варош   | КРАЉЕВО        |
| СК 669  | Пошаљи фотографију                                              | Кућа Енвера Мусабеговића                                        | Сарајевска 48               | 43.388575°N 19.650709°E / 43.388575, 19.650709 | Пријепоље               |                 | Пријепоље    | КРАЉЕВО        |
| СК 671  | Манастир Мажићи                                                 | Манастир Мажићи                                                 | Мажићи                      | 43.503087°N 19.591707°E / 43.503087, 19.591707 | Мажићи                  |                 | Прибој       | КРАЉЕВО        |
| СК 672  | Средњовековни град Јагат                                        | Средњовековни град Јагат                                        |                             | 43.579444°N 19.505556°E / 43.579444, 19.505556 | Црнузи                  |                 | Прибој       | КРАЉЕВО        |
| СК 890  | Зграда Среског начелства у Косјерићу                            | Зграда Среског начелства у Косјерићу                            | Рада Ђорђевића              | 43.993756°N 19.907322°E / 43.993756, 19.907322 | Косјерић                |                 | Косјерић     | КРАЉЕВО        |
| СК 895  | Борисављевића кућа                                              | Борисављевића кућа                                              | 12. јануара 14              | 43.582878°N 19.525064°E / 43.582878, 19.525064 | Прибој                  |                 | Прибој       | КРАЉЕВО        |
| СК 906  | Пошаљи фотографију                                              | Зграда Завичајног музеја у Пријепољу                            | Владимира Перића Валтера 35 | 43.389339°N 19.650098°E / 43.389339, 19.650098 | Пријепоље               |                 | Пријепоље    | КРАЉЕВО        |
| СК 908  | Јокановића кућа                                                 | Јокановића кућа                                                 | Трг Светог Саве             | 43.855647°N 19.844612°E / 43.855647, 19.844612 | Ужице                   |                 | Ужице        | КРАЉЕВО        |
| СК 909  | Кућа Ивка Милошевића                                            | Кућа Ивка Милошевића                                            | Душана Вишића 19            | 43.966565°N 19.572076°E / 43.966565, 19.572076 | Бајина Башта            |                 | Бајина Башта | КРАЉЕВО        |
| СК 951  | Основна школа у Кремнима                                        | Основна школа у Кремнима                                        |                             | 43.843271°N 19.591593°E / 43.843271, 19.591593 | Кремна (Ужице)          |                 | Ужице        | КРАЉЕВО        |
| СК 953  | Султан - Валида џамија                                          | Султан - Валида џамија                                          | Санџачка                    | 43.271913°N 19.997981°E / 43.271913, 19.997981 | Сјеница                 |                 | Сјеница      | КРАЉЕВО        |
| СК 968  | Аћимовића кућа у Пожеги                                         | Аћимовића кућа у Пожеги                                         | Књаза Милоша 13             | 43.84649°N 20.037891°E / 43.84649, 20.037891   | Пожега                  |                 | Пожега       | КРАЉЕВО        |
| СК 974  | Спомен чесма у Пожеги                                           | Спомен чесма у Пожеги                                           |                             | 43.846059°N 20.035583°E / 43.846059, 20.035583 | Пожега                  |                 | Пожега       | КРАЉЕВО        |
| СК 1497 | Зграда старе општине у Новој Вароши                             | Зграда старе општине у Новој Вароши                             | Карађорђева                 | 43.460325°N 19.810779°E / 43.460325, 19.810779 | Нова Варош              |                 | Нова Варош   | КРАЉЕВО        |
| СК 1500 | Манастир Увац                                                   | Манастир Увац                                                   |                             | 43.612092°N 19.588169°E / 43.612092, 19.588169 | Увац                    |                 | Чајетина     | КРАЉЕВО        |
| СК 1505 | Црква Св. Тројице у Бистрици                                    | Црква Св. Тројице у Бистрици                                    |                             | 43.468533°N 19.655923°E / 43.468533, 19.655923 | Бистрица (Нова Варош)   |                 | Нова Варош   | КРАЉЕВО        |
| СК 1658 | Црква Вазнесења Христовог у Штаваљу                             | Црква Вазнесења Христовог у Штаваљу                             |                             | 43.263159°N 20.12119°E / 43.263159, 20.12119   | Штаваљ                  |                 | Сјеница      | КРАЉЕВО        |
| СК 1666 | Мољковића чесма                                                 | Мољковића чесма                                                 |                             | 43.842575°N 19.585637°E / 43.842575, 19.585637 | Кремна (Ужице)          |                 | Ужице        | КРАЉЕВО        |
| СК 2099 | Пошаљи фотографију                                              | Спасојевића кула у Брњици                                       |                             | 43.27815°N 20.194747°E / 43.27815, 20.194747   | Брњица (Сјеница)        |                 | Сјеница      | КРАЉЕВО        |
| СК 2101 | Пошаљи фотографију                                              | Четири шанца из првог устанка на платоу села Кремна             |                             | 43.846336°N 19.58244°E / 43.846336, 19.58244   | Кремна (Ужице)          |                 | Ужице        | КРАЉЕВО        |
| СК 2102 | Пошаљи фотографију                                              | Мутапов шанац                                                   |                             |                                                | Љубање                  |                 | Ужице        | КРАЉЕВО        |
| СК 2104 | Спомен костурница у Прибоју                                     | Спомен костурница у Прибоју                                     |                             | 43.582233°N 19.524914°E / 43.582233, 19.524914 | Прибој                  |                 | Прибој       | КРАЉЕВО        |
| СК 2224 | Споменик са спомен-гробницом стрељаних рањеника на Златибору    | Споменик са спомен-гробницом стрељаних рањеника на Златибору    |                             |                                                | Златибор (Чајетина)     |                 | Чајетина     | КРАЉЕВО        |
| СК 2227 | Спомен-чесма краља Александра Обреновића на Златибору           | Спомен-чесма краља Александра Обреновића на Златибору           |                             |                                                | Златибор (Чајетина)     |                 | Чајетина     | КРАЉЕВО        |
| СК 2274 | Кућа Милана Јокића у Бајиној Башти                              | Кућа Милана Јокића у Бајиној Башти                              | Браће Нинчић 21             | 43.969386°N 19.566220°E / 43.969386, 19.566220 | Бајина Башта            |                 | Бајина Башта | КРАЉЕВО        |